# Lutz Sendrowski
Lutz „Senne“ Sendrowski (* 2. Dezember 1949; † 20. Februar 2016) war ein deutscher Fußballspieler, -trainer und später Vereinslokalbetreiber.

## Leben
Lutz Sendrowski war der Sohn von Günter Sendrowski, welcher von 1948 bis 1958 für den Berliner SV gespielt hatte.
Er spielte ab der Saison 1969/70 als Abwehrspieler in der Regionalliga Berlin für den Berliner SV, wie sein Vater auch schon. Bis zur Saison 1973/74 absolvierte er über 100 Ligaspiele.
Ab der Saison 1975/76 spielte er in der Amateurliga Berlin für den SC Union 06 und wurde Berliner Meister. Bei den vier Aufstiegsspielen zur 2. Bundesliga wurde er dreimal eingesetzt.
Von 1976 bis 1994 war er Vereinsmitglied bei Hertha Zehlendorf und kam auch in der 1. Herrenmannschaft in der Amateur-Oberliga Berlin zu Einsätzen. 1976/77 spielte er in der zweiten Runde des DFB-Pokals gegen Eintracht Frankfurt,  ebenso wie in der Saison drauf in der ersten Runde gegen den 1. FSV Mainz 05. 1979 spielte er bei der Deutschen Fußball-Amateurmeisterschaft im Finale um den Aufstieg in die 2. Bundesliga.
Zur Saison 1988/89 wurde er Trainer bei F.C. Stern Marienfelde 1912 und führte die 1. Herrenmannschaft 1992 in die Landesliga, stieg zum Saisonende 1992/93 aber dort als Trainer aus. In der Saison 1994/95 trainierte er die 1. Herren des SFC Stern 1900.
Von 1994 bis 2006 war er Betreiber des Vereinslokals von SFC Stern 1900.